# Paratragon
Paratragon – rodzaj chrząszczy z rodziny kózkowatych i podrodziny zgrzypikowych.

## Zasięg występowania
Przedstawiciele tego rodzaju występują w Afryce w Demokratycznej Republice Konga.

## Systematyka
Do Paratragon zaliczane są 2 gatunki:
- Paratragon jadoti
- Paratragon lugens